# 滋賀県道11号守山栗東線
滋賀県道11号守山栗東線（しがけんどう11ごう もりやまりっとうせん）は滋賀県守山市洲本交点を起点に栗東市林西交点に至る8.1 kmの県道（主要地方道）である。

## 概要
国道477号から守山駅の東を通り、国道8号と重複して国道1号に繋がる。
琵琶湖大橋に繋がっており、琵琶湖大橋取り付け道路として無料で通行可能であるが起点で接続する国道477号の真野インターチェンジまでの区間と合わせて琵琶湖大橋有料道路(別名レインボーロード)を形成する。

### 路線データ
- 起点：守山市洲本町（国道477号・滋賀県道26号大津守山近江八幡線交点）
- 終点：栗東市林（林西交差点、国道1号交点）

## 歴史
- 1993年（平成5年）5月11日 - 建設省から、県道守山栗東線が守山栗東線として主要地方道に指定される[2]。

## 路線状況

### 重複区間
- 滋賀県道157号高野守山線（栗東市出庭 - 栗東市辻・辻交差点）
- 国道8号（栗東市辻・辻交差点 - 栗東市出庭・野洲川大橋南詰交差点）

## 地理

### 通過する自治体
- 守山市
- 野洲市
- 守山市
- 栗東市

### 交差する道路

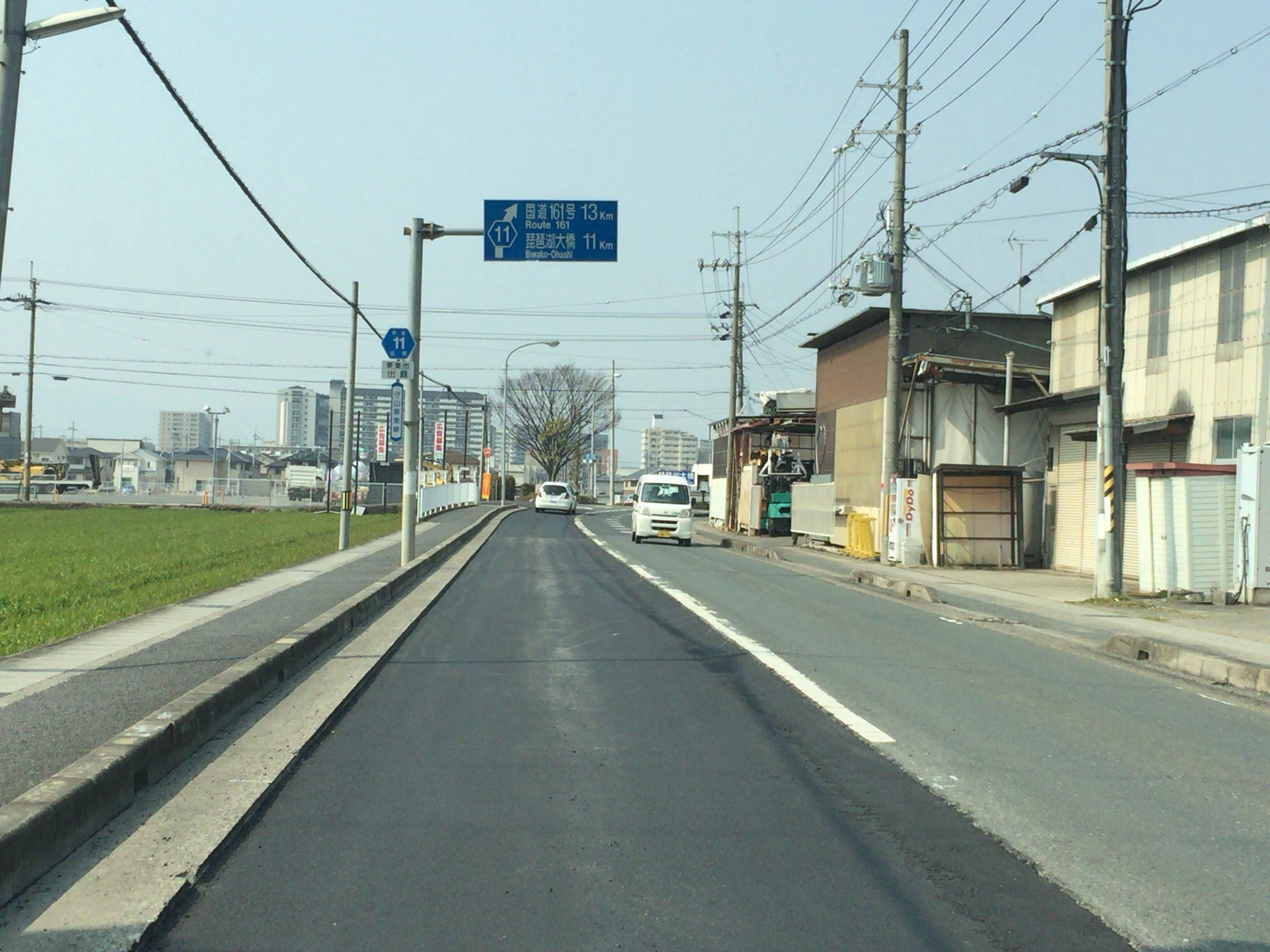
栗東市出庭付近

- 国道477号 レインボーロード・滋賀県道26号大津守山近江八幡線 浜街道（守山市洲本町・洲本町交差点、起点）
- 滋賀県道48号近江八幡守山線（守山市荒見町・荒見町交差点）
- 滋賀県道42号草津守山線 湖南街道（守山市播磨田町・播磨田町北交差点）
- 滋賀県道2号大津能登川長浜線 新中山道（守山市播磨田町 / 野洲市野洲・八代交差点）
- 滋賀県道504号小島野洲線（野洲市野洲・八代南交差点）
- 滋賀県道147号赤野井守山線（守山市吉身）
- 滋賀県道151号守山中主線（守山市吉身）
- 滋賀県道157号高野守山線（栗東市出庭）
- 国道8号・滋賀県道157号高野守山線（栗東市辻・辻交差点）
- 国道8号（栗東市出庭・野洲川大橋南詰交差点）
- 国道1号（栗東市林・林西交差点、終点）

### 沿線にある施設など
- 守山北公民館
- 守山市立守山北中学校
- フレンドマート 河西店
- アヤハディオ 守山店（ホームセンター）
- 鳩の森公園
- アル・プラザ守山
- 野洲自動車教習所
- 守山市立吉身小学校
- 栗東市立パターゴルフ場
- パナソニック電工